# Línea 828 (Interurbanos Madrid)
La línea 828 de la red de autobuses interurbanos de Madrid une la terminal de autobuses de Canillejas (Madrid) con Alcobendas y la Universidad Autónoma de Madrid. La línea en cuestión sirve principalmente para complementar a la línea 827.

## Características
Esta línea da servicio además a los recintos feriales del Campo de las Naciones, el casco histórico de Barajas y la Terminal 4 del Aeropuerto de Madrid-Barajas así como al campus de la Universidad Pontificia Comillas en Cantoblanco. Los días no lectivos no circula entre Alcobendas y la Universidad Autónoma de Madrid. El recorrido es de aproximadamente 55 minutos entre cabeceras.
Antes de la supresión de la línea 828A el 13 de septiembre del 2010, la línea 828 se complementaba con dicha línea para conectar Canillejas con IFEMA.
Desde el 24 de octubre de 2022, la línea presta servicio los fines de semana.
Desde el 1 de diciembre de 2022, la línea atraviesa el barrio de Valdebebas antes de llegar al Aeropuerto.
Siguiendo la numeración de líneas del CRTM, las líneas transversales son aquellas que enlazan dos corredores distintos y comienzan con un 8. El segundo dígito indica el corredor de comienzo de la línea y el tercer dígito indica el corredor de final de la línea. En este caso, al tratarse de una línea complementaria a la 827 esta nomenclatura no se cumple, de la misma manera ocurre con la línea 827A.
La línea mantiene los mismos horarios todo el año (exceptuando las vísperas de festivo y festivos de Navidad).
Está operada por la Empresa Montes mediante la concesión administrativa VCM-200 - Barajas - Tres Cantos (Viajeros Comunidad de Madrid) del Consorcio Regional de Transportes de Madrid.

### Sublíneas
Aquí se recogen todas las distintas sublíneas que ha tenido la línea 828. La denominación de sublíneas que utiliza el CRTM es la siguiente:
- Número de línea (828)
- Sentido de circulación (1 ida, 2 vuelta)
- Número de sublínea

Por ejemplo, la sublínea 828102 corresponde a la línea 828, sentido 1 (ida) y el número 02 de numeración de sublíneas creadas hasta la fecha.
| Ida    | Ruta | Itinerario                    | Vuelta | Ruta | Itinerario                    |
| 828101 | -    | Canillejas - Alcobendas - UAM | 828201 | -    | UAM - Alcobendas - Canillejas |
| 828102 | a    | Canillejas - Alcobendas       | 828202 | a    | Alcobendas - Canillejas       |

## Horarios
Los horarios que no sean cabecera son aproximados.
| Lunes a viernes laborables lectivos     |                               |                               |                               |                               |                               |                               |                               |                               |                               |                               |                               |                               |                               |
| Canillejas > Alcobendas > UAM           | Canillejas > Alcobendas > UAM | Canillejas > Alcobendas > UAM | Canillejas > Alcobendas > UAM | Canillejas > Alcobendas > UAM | Canillejas > Alcobendas > UAM | Canillejas > Alcobendas > UAM | UAM > Alcobendas > Canillejas | UAM > Alcobendas > Canillejas | UAM > Alcobendas > Canillejas | UAM > Alcobendas > Canillejas | UAM > Alcobendas > Canillejas | UAM > Alcobendas > Canillejas | UAM > Alcobendas > Canillejas |
| Canillejas                              | IFEMA                         | Valdebebas                    | Aeropuerto T4                 | Alcobendas                    | Univ. Comillas                | Univ. Autónoma                | Univ. Autónoma                | Univ. Comillas                | Alcobendas                    | Aeropuerto T4                 | Valdebebas                    | IFEMA                         | Canillejas                    |
| 07:40                                   | 07:45                         | 07:55                         | 08:00                         | 08:10                         | 08:20                         | 08:25                         |                               |                               | 06:35                         | 07:00                         | 07:05                         | 07:10                         | 07:20                         |
| 08:30                                   | 08:35                         | 08:45                         | 08:50                         | 09:00                         | 09:10                         | 09:15                         | 07:05                         | 07:30                         | 07:35                         | 07:40                         | 07:50                         |                               |                               |
| 09:10                                   | 09:15                         | 09:25                         | 09:30                         | 09:40                         | 09:50                         | 09:55                         | 08:40                         | 08:43                         | 08:50                         | 09:15                         | 09:20                         | 09:25                         | 09:35                         |
| 09:45                                   | 09:50                         | 10:00                         | 10:05                         | 10:15                         | 10:25                         | 10:30                         | 09:45                         | 09:48                         | 09:55                         | 10:20                         | 10:25                         | 10:30                         | 10:40                         |
| 10:50                                   | 10:55                         | 11:05                         | 11:10                         | 11:20                         | 11:30                         | 11:35                         | 10:50                         | 10:53                         | 11:00                         | 11:25                         | 11:30                         | 11:35                         | 11:45                         |
| 11:55                                   | 12:00                         | 12:10                         | 12:15                         | 12:25                         | 12:35                         | 12:40                         | 12:00                         | 12:03                         | 12:10                         | 12:35                         | 12:40                         | 12:45                         | 12:55                         |
| 13:00                                   | 13:05                         | 13:15                         | 13:20                         | 13:30                         | 13:40                         | 13:45                         | 12:45                         | 12:48                         | 12:55                         | 13:20                         | 13:25                         | 13:30                         | 13:40                         |
| 13:45                                   | 13:50                         | 14:00                         | 14:05                         | 14:15                         | 14:25                         | 14:30                         | 13:30                         | 13:33                         | 13:40                         | 14:05                         | 14:10                         | 14:15                         | 14:25                         |
| 14:30                                   | 14:35                         | 14:45                         | 14:50                         | 15:00                         | 15:10                         | 15:15                         | 14:15                         | 14:18                         | 14:25                         | 14:50                         | 14:55                         | 15:00                         | 15:10                         |
| 15:15                                   | 15:20                         | 15:30                         | 15:35                         | 15:45                         | 15:55                         | 16:00                         | 14:49                         | 14:52                         | 14:59                         | 15:24                         | 15:29                         | 15:34                         | 15:44                         |
| 15:49                                   | 15:54                         | 16:04                         | 16:09                         | 16:19                         | 16:29                         | 16:34                         | 15:23                         | 15:26                         | 15:33                         | 15:58                         | 16:03                         | 16:08                         | 16:18                         |
| 16:23                                   | 16:28                         | 16:38                         | 16:43                         | 16:53                         | 17:03                         | 17:08                         | 15:57                         | 16:00                         | 16:07                         | 16:32                         | 16:03                         | 16:08                         | 16:18                         |
| 16:57                                   | 17:02                         | 17:12                         | 17:17                         | 17:27                         | 17:37                         | 17:42                         | 16:31                         | 16:34                         | 16:41                         | 17:06                         | 17:11                         | 17:16                         | 17:26                         |
| 17:31                                   | 17:36                         | 17:46                         | 17:51                         | 18:01                         | 18:11                         | 18:16                         | 17:05                         | 17:08                         | 17:15                         | 17:40                         | 17:45                         | 17:50                         | 18:00                         |
| 18:05                                   | 18:10                         | 18:20                         | 18:25                         | 18:35                         | 18:45                         | 18:50                         | 17:39                         | 17:42                         | 17:49                         | 18:14                         | 18:19                         | 18:24                         | 18:34                         |
| 19:00                                   | 19:05                         | 19:15                         | 19:20                         | 19:30                         | 19:40                         | 19:45                         | 18:13                         | 18:16                         | 18:23                         | 18:48                         | 18:53                         | 18:58                         | 19:08                         |
| 19:30                                   | 19:35                         | 19:45                         | 19:50                         | 20:00                         | 20:10                         | 20:15                         | 18:47                         | 18:50                         | 18:57                         | 19:22                         | 19:27                         | 19:32                         | 19:42                         |
| 20:00                                   | 20:05                         | 20:15                         | 20:20                         | 20:30                         | 20:40                         | 20:45                         | 19:21                         | 19:24                         | 19:31                         | 19:56                         | 20:01                         | 20:06                         | 20:16                         |
| 20:30                                   | 20:35                         | 20:45                         | 20:50                         | 21:00                         | 21:10                         | 21:15                         | 20:00                         | 20:03                         | 20:10                         | 20:35                         | 20:40                         | 20:45                         | 20:55                         |
| 21:00                                   | 21:05                         | 21:15                         | 21:20                         | 21:30                         | 21:40                         | 21:45                         |                               |                               |                               |                               |                               |                               |                               |
| Todo el año                             |                               |                               |                               |                               |                               |                               |                               |                               |                               |                               |                               |                               |                               |
| Lunes a viernes laborables no lectivos  |                               |                               |                               |                               |                               |                               |                               |                               |                               |                               |                               |                               |                               |
| Canillejas > Alcobendas                 | Canillejas > Alcobendas       | Canillejas > Alcobendas       | Canillejas > Alcobendas       | Canillejas > Alcobendas       | Canillejas > Alcobendas       | Canillejas > Alcobendas       | Alcobendas > Canillejas       | Alcobendas > Canillejas       | Alcobendas > Canillejas       | Alcobendas > Canillejas       | Alcobendas > Canillejas       | Alcobendas > Canillejas       | Alcobendas > Canillejas       |
| Canillejas                              | IFEMA                         | Valdebebas                    | Aeropuerto T4                 | Alcobendas                    | Univ. Comillas                | Univ. Autónoma                | Univ. Autónoma                | Univ. Comillas                | Alcobendas                    | Aeropuerto T4                 | Valdebebas                    | IFEMA                         | Canillejas                    |
| 07:40                                   | 07:50                         | 07:55                         | 08:00                         | 08:15                         |                               |                               |                               |                               | 06:35                         | 07:00                         | 07:05                         | 07:10                         | 07:20                         |
| 08:30                                   | 08:40                         | 08:45                         | 08:50                         | 09:05                         | 07:05                         | 07:30                         | 07:35                         | 07:40                         | 07:50                         |                               |                               |                               |                               |
| 09:10                                   | 09:20                         | 09:25                         | 09:30                         | 09:45                         | 08:50                         | 09:15                         | 09:20                         | 09:25                         | 09:35                         |                               |                               |                               |                               |
| 09:45                                   | 09:55                         | 10:00                         | 10:05                         | 10:20                         | 09:55                         | 10:20                         | 10:25                         | 10:30                         | 10:40                         |                               |                               |                               |                               |
| 10:50                                   | 11:00                         | 11:05                         | 11:10                         | 11:25                         | 11:00                         | 11:25                         | 11:30                         | 11:35                         | 11:45                         |                               |                               |                               |                               |
| 11:55                                   | 12:05                         | 12:10                         | 12:15                         | 12:30                         | 12:05                         | 12:30                         | 12:35                         | 12:40                         | 12:50                         |                               |                               |                               |                               |
| 13:00                                   | 13:10                         | 13:15                         | 13:20                         | 13:35                         | 13:10                         | 13:35                         | 13:40                         | 13:45                         | 13:55                         |                               |                               |                               |                               |
| 14:05                                   | 14:15                         | 14:20                         | 14:25                         | 14:40                         | 14:20                         | 14:45                         | 14:50                         | 14:55                         | 15:05                         |                               |                               |                               |                               |
| 15:15                                   | 15:25                         | 15:30                         | 15:35                         | 15:50                         | 15:10                         | 15:25                         | 15:40                         | 15:45                         | 15:55                         |                               |                               |                               |                               |
| 16:00                                   | 16:10                         | 16:15                         | 16:20                         | 16:35                         | 15:50                         | 16:15                         | 16:20                         | 16:25                         | 16:35                         |                               |                               |                               |                               |
| 16:45                                   | 16:55                         | 17:00                         | 17:05                         | 17:20                         | 16:35                         | 17:00                         | 16:45                         | 17:10                         | 17:20                         |                               |                               |                               |                               |
| 17:30                                   | 17:40                         | 17:45                         | 17:50                         | 18:05                         | 17:15                         | 17:40                         | 17:45                         | 17:50                         | 18:00                         |                               |                               |                               |                               |
| 18:10                                   | 18:20                         | 18:25                         | 18:30                         | 18:45                         | 18:00                         | 18:25                         | 18:30                         | 18:35                         | 18:45                         |                               |                               |                               |                               |
| 19:00                                   | 19:10                         | 19:15                         | 19:20                         | 19:35                         | 18:40                         | 19:05                         | 19:10                         | 19:15                         | 19:25                         |                               |                               |                               |                               |
| 19:30                                   | 19:40                         | 19:45                         | 19:50                         | 20:05                         | 19:20                         | 19:45                         | 19:50                         | 19:55                         | 20:05                         |                               |                               |                               |                               |
| 20:05                                   | 20:15                         | 20:20                         | 20:25                         | 20:40                         |                               |                               |                               |                               |                               |                               |                               |                               |                               |
| Todo el año                             |                               |                               |                               |                               |                               |                               |                               |                               |                               |                               |                               |                               |                               |
| Sábados laborables, domingos y festivos |                               |                               |                               |                               |                               |                               |                               |                               |                               |                               |                               |                               |                               |
| Canillejas > Alcobendas                 | Canillejas > Alcobendas       | Canillejas > Alcobendas       | Canillejas > Alcobendas       | Canillejas > Alcobendas       | Canillejas > Alcobendas       | Canillejas > Alcobendas       | Alcobendas > Canillejas       | Alcobendas > Canillejas       | Alcobendas > Canillejas       | Alcobendas > Canillejas       | Alcobendas > Canillejas       | Alcobendas > Canillejas       | Alcobendas > Canillejas       |
| Canillejas                              | IFEMA                         | Valdebebas                    | Aeropuerto T4                 | Alcobendas                    | Univ. Comillas                | Univ. Autónoma                | Univ. Autónoma                | Univ. Comillas                | Alcobendas                    | Aeropuerto T4                 | Valdebebas                    | IFEMA                         | Canillejas                    |
| 09:30                                   | 09:40                         | 09:45                         | 09:50                         | 10:05                         |                               |                               |                               |                               | 08:30                         | 08:55                         | 09:00                         | 09:05                         | 09:15                         |
| 10:30                                   | 10:40                         | 10:45                         | 10:50                         | 11:05                         | 09:30                         | 09:55                         | 10:00                         | 10:05                         | 10:15                         |                               |                               |                               |                               |
| 11:30                                   | 11:40                         | 11:45                         | 11:50                         | 12:05                         | 10:30                         | 10:55                         | 11:00                         | 11:05                         | 11:15                         |                               |                               |                               |                               |
| 12:30                                   | 12:40                         | 12:45                         | 12:50                         | 13:05                         | 11:30                         | 11:55                         | 12:00                         | 12:05                         | 12:15                         |                               |                               |                               |                               |
| 13:30                                   | 13:40                         | 13:45                         | 13:50                         | 14:05                         | 12:30                         | 12:55                         | 13:00                         | 13:05                         | 13:15                         |                               |                               |                               |                               |
| 14:30                                   | 14:40                         | 14:45                         | 14:50                         | 15:05                         | 13:30                         | 13:55                         | 14:00                         | 14:05                         | 14:15                         |                               |                               |                               |                               |
| 15:30                                   | 15:40                         | 15:45                         | 15:50                         | 16:05                         | 14:30                         | 14:55                         | 15:00                         | 15:05                         | 15:15                         |                               |                               |                               |                               |
| 16:30                                   | 16:40                         | 16:45                         | 16:50                         | 17:05                         | 15:30                         | 15:55                         | 16:00                         | 16:05                         | 16:15                         |                               |                               |                               |                               |
| 17:30                                   | 17:40                         | 17:45                         | 17:50                         | 18:05                         | 16:30                         | 16:55                         | 17:00                         | 17:05                         | 17:15                         |                               |                               |                               |                               |
| 18:30                                   | 18:40                         | 18:45                         | 18:50                         | 19:05                         | 17:30                         | 17:55                         | 18:00                         | 18:05                         | 18:15                         |                               |                               |                               |                               |
| 19:30                                   | 19:40                         | 19:45                         | 19:50                         | 20:05                         | 18:30                         | 18:55                         | 19:00                         | 19:05                         | 19:15                         |                               |                               |                               |                               |

1. 1 2 3 4 5 6 7 8 9 10 11 12 13 14 15 16 17 18 19 20 21 22 23 24 25 26 27 28 29 30 31 32 33 34 35 36 37 38 39 40 41 42 43 44 45 46 47 48 49 50 51 52 53 54 55  Hasta/desde Alcobendas

## Recorrido y paradas

### Sentido Alcobendas - UAM
La línea tiene su cabecera dentro del área intermodal de Canillejas, ubicada en la confluencia de las Calles Alcalá y Josefa Valcárcel, compartiendo dársena con la línea 827. Desde aquí, sale al nudo viario de Canillejas y se dirige hacia la Avenida de Logroño, girando en la siguiente intersección a la izquierda para incorporarse a la M-40 en dirección norte.
Circula por la M-40 hasta la siguiente salida, donde se desvía hacia el Campo de las Naciones entrando por la Avenida del Consejo de Europa hasta llegar a la Glorieta de Juan de Borbón y Battemberg. En esta glorieta sale por la Avenida de la Capital de España Madrid hasta la siguiente glorieta, donde gira a la derecha por la Avenida del Partenón. Al final de la Avenida del Partenón gira a la izquierda y se incorpora a la Vía de Dublín, por la que abandona los recintos feriales del Campo de las Naciones y entra en la autovía M-11.
Por esta autovía circula hasta entrar a Valdebebas por la Avenida de Alejandro de la Sota Martínez. Toma después la Avenida de las Fuerzas Armadas para alcanzar el Hospital Isabel Zendal. Tras ello sube por la Avenida de Manuel Fraga Iribarne y gira a la derecha en la Calle de José Antonio Fernández Ordóñez para salir del barrio por el Puente de la Concordia.
Tomando varios viales internos, alcanza la Terminal 4 del Aeropuerto de Madrid-Barajas. Posteriormente tiene varias paradas dentro del término municipal de Alcobendas.
Entra en el casco urbano de Alcobendas por la Avenida de España, pasando por la rotonda de Moscatelares, poco después de la cual gira a la derecha para tomar la Calle de la Marquesa Viuda de Aldama, donde tiene una parada en pleno casco antiguo de Alcobendas. Al final de esta calle sigue por la Calle de la Libertad hasta que gira a la derecha por la Calle del Marqués de la Valdavia.
Circulando por la Calle del Marqués de la Valdavia, la línea efectúa 6 paradas que dan servicio a los barrios del suroeste de Alcobendas, especialmente Valdelasfuentes. A su paso realiza parada en la Estación de Marqués de la Valdavia y la Estación de Valdelasfuentes. Se adentra por el barrio de Valdelasfuentes circulando por las calles Avenida de Pablo Iglesias, Calle de la Fantasía, Paseo de Fuente Lucha y Calle de la Felicidad.
Sale del casco urbano por la carretera de El Goloso (M-616), donde tiene dos paradas antes de abandonar el término municipal de Alcobendas. Estas paradas dan servicio al Colegio Padre Manyanet y a la Universidad Pontificia Comillas.
Entrando de nuevo en el término municipal de Madrid, la línea entra en el Campus de Cantoblanco de la Universidad Autónoma de Madrid, donde tiene 4 paradas, estableciendo su cabecera en el Aparcamiento Este del campus junto al rectorado de la universidad.
| Código                                        | Zona | Localidad  | Denominación                                                               | Ubicación                                     | Líneas de la parada                                       | Metro / Cercanías      |
| --------------------------------------------- | ---- | ---------- | -------------------------------------------------------------------------- | --------------------------------------------- | --------------------------------------------------------- | ---------------------- |
| 4593                                          |      | Madrid     | Canillejas - Área Intermodal                                               | Calle de Josefa Valcárcel Nº152               | 827 828                                                   | Canillejas             |
| 07324                                         |      | Madrid     | Avenida de Logroño - Paseo de la Alameda de Osuna                          | Avenida de Logroño Nº6A                       | 211 212 213 256 827 828 N204                              |                        |
| 11843                                         |      | Madrid     | Avenida del Consejo de Europa - Campo de las Naciones                      | Avenida del Consejo de Europa Nº2             | 828                                                       |                        |
| 405                                           |      | Madrid     | Campo de las Naciones - Glorieta de Juan de Borbón                         | Avenida de la Capital de España Madrid Nº2    | 112 122 828                                               |                        |
| 4915                                          |      | Madrid     | Avenida del Partenón - Campo de las Naciones                               | Avenida del Partenón Nº12                     | 112 828                                                   | Feria de Madrid        |
| 4916                                          |      | Madrid     | Avenida del Partenón - Glorieta de Hamburgo                                | Avenida del Partenón Nº20                     | 112 828                                                   |                        |
| 3819                                          |      | Madrid     | Vía de Dublín - Glorieta de Sintra                                         | Calle Vía de Dublín Nº14                      | 112 828                                                   |                        |
| 2911                                          |      | Madrid     | Avenida de las Fuerzas Armadas - Avenida de Juan Antonio Samaranch         | Avenida de las Fuerzas Armadas Nº400          | SE709 BR1 828                                             | Valdebebas             |
| 4888                                          |      | Madrid     | Glorieta de Antoñete - Avenida de Manuel Fraga Iribarne                    | Avenida de las Fuerzas Armadas Nº9            | SE709 BR1 828                                             |                        |
| 5493                                          |      | Madrid     | Avenida de Manuel Fraga Iribarne - Calle de Fernando Higueras              | Avenida de Manuel Fraga Iribarne S/N.º        | BR1 828                                                   |                        |
| 5441                                          |      | Madrid     | Avenida de Manuel Fraga Iribarne - Calle de José Antonio Fernández Ordóñez | Avenida de Manuel Fraga Iribarne S/N.º        | BR1 828                                                   |                        |
| 50040                                         |      | Madrid     | Calle de José Antonio Fernández Ordóñez - Calle de Gustavo Pérez Puig      | Calle de José Antonio Fernández Ordóñez S/N.º | 828                                                       |                        |
| 16646                                         |      | Madrid     | Avenida de la Hispanidad - Aeropuerto T4                                   | Avenida de la Hispanidad Nº1                  | 827 828                                                   | Aeropuerto T4          |
| 07369                                         |      | Alcobendas | Carretera M-12 - La Moraleja                                               | Carretera de Barajas Nº4                      | 827 828                                                   |                        |
| 06838                                         |      | Alcobendas | Avenida de Barajas - Parque de Bomberos                                    | Avenida de Barajas Nº4                        | 827 828                                                   |                        |
| 06840                                         |      | Alcobendas | Avenida de Barajas - Arroyo de La Vega                                     | Avenida de Barajas Nº4                        | 827 828 N101 N102 2 5 9 10                                |                        |
| 07236                                         |      | Alcobendas | Avenida de España - Calle de Mariano Sebastián Izuel                       | Avenida de España Nº72                        | 151 153 158 180 827 828 N101 N102 2 5 10                  |                        |
| 06755                                         |      | Alcobendas | Calle de la Marquesa Viuda de Aldama - Calle de Nuestra Señora del Pilar   | Calle de la Marquesa Viuda de Aldama Nº14     | 151 152C 153 154 154C 156 158 161 171 827 828 N101 2 5 10 |                        |
| 06756                                         |      | Alcobendas | Calle del Marqués de la Valdavia - Calle de Ramón Fernández Guisasola      | Calle del Marqués de la Valdavia Nº20         | 151 153 158 827 828 N101 2 5 10                           | Marqués de la Valdavia |
| 06758                                         |      | Alcobendas | Calle del Marqués de la Valdavia - Calle de Nemesio de Castro              | Calle del Marqués de la Valdavia Nº44         | 151 153 158 827 828 N101 2 5 10                           |                        |
| 06759                                         |      | Alcobendas | Calle del Marqués de la Valdavia - Avenida de España                       | Calle del Marqués de la Valdavia Nº88         | 151 153 158 827 828 N101 2 5 10                           |                        |
| 07364                                         |      | Alcobendas | Calle del Marqués de la Valdavia - Calle de Ruperto Chapí                  | Calle del Marqués de la Valdavia Nº94         | 153 827 827A 828 5                                        |                        |
| 06771                                         |      | Alcobendas | Calle del Marqués de la Valdavia - Calle de Manuel de Falla                | Calle del Marqués de la Valdavia Nº110        | 153 827 827A 828 5                                        |                        |
| 12723                                         |      | Alcobendas | Calle del Marqués de la Valdavia - Estación Valdelasfuentes                | Calle del Marqués de la Valdavia Nº138        | 157C 827 827A 828                                         | Valdelasfuentes        |
| 18076                                         |      | Alcobendas | Avenida de Pablo Iglesias - Calle de José Hierro                           | Avenida de Pablo Iglesias Nº2                 | 157C 828 N101 11                                          |                        |
| 13293                                         |      | Alcobendas | Avenida de Pablo Iglesias - Calle Palestina                                | Avenida de Pablo Iglesias Nº10                | 828                                                       |                        |
| 18177                                         |      | Alcobendas | Calle de la Fantasía - Avenida de la Magia                                 | Calle de la Fantasía Nº3                      | 828                                                       |                        |
| 18066                                         |      | Alcobendas | Paseo de la Fuente Lucha - Calle de la Fantasía                            | Paseo de la Fuente Lucha Nº7                  | 828 10                                                    |                        |
| 18174                                         |      | Alcobendas | Calle de la Felicidad - Calle del Hechizo                                  | Calle de la Felicidad S/N.º                   | 828 10                                                    |                        |
| Los servicios hasta Alcobendas finalizan aquí |      |            |                                                                            |                                               |                                                           |                        |
| 07374                                         |      | Alcobendas | Carretera M-616 - Colegio                                                  | M-616 km. 4                                   | 827 827A 828                                              |                        |
| 07376                                         |      | Alcobendas | Carretera M-616 - Universidad Comillas                                     | M-616 km. 5,3                                 | 827 827A 828                                              | Comillas               |
| 18639                                         |      | Madrid     | Calle de Newton - Calle Nicolás Cabrera                                    | Calle de Newton Nº13                          | 714 827 827A 828                                          |                        |
| 18637                                         |      | Madrid     | Calle de Newton - Calle Francisco Tomás y Valiente                         | Calle de Newton Nº13                          | 714 827 827A 828                                          |                        |
| 18635                                         |      | Madrid     | Calle de Marie Curie - Facultad de Informática                             | Calle de Marie Curie Nº4                      | 714 827 827A 828                                          |                        |
| 09128                                         |      | Madrid     | Calle de Iván Pávlov - Rectorado                                           | Calle de Iván Pávlov Nº4                      | 09128 A 827 09128 B 828 09128 C 827A VAC-246              | Cantoblanco            |

### Sentido Madrid (Canillejas)
El recorrido en sentido Madrid es igual al de ida pero en sentido contrario.
| Código                                       | Zona | Localidad  | Denominación                                                               | Ubicación                                    | Líneas de la parada                                     | Metro / Cercanías                     |
| -------------------------------------------- | ---- | ---------- | -------------------------------------------------------------------------- | -------------------------------------------- | ------------------------------------------------------- | ------------------------------------- |
| 09128                                        |      | Madrid     | Calle de Iván Pávlov - Rectorado                                           | Calle de Iván Pávlov Nº4                     | 09128 A 827 09128 B 828 09128 C 827A VAC-246            | Cantoblanco                           |
| 18634                                        |      | Madrid     | Calle de Marie Curie - Calle Francisco Tomás y Valiente                    | Calle de Marie Curie Nº4                     | 714 827 827A 828                                        |                                       |
| 18636                                        |      | Madrid     | Calle de Newton - Calle Francisco Tomás y Valiente                         | Calle de Newton Nº13                         | 714 827 827A 828                                        |                                       |
| 18638                                        |      | Madrid     | Calle de Newton - Calle Nicolás Cabrera                                    | Calle de Newton Nº13                         | 714 827 827A 828                                        |                                       |
| 08419                                        |      | Madrid     | Carretera M-616 - Universidad Comillas                                     | M-616 km. 5,3                                | 827 827A 828                                            | Comillas                              |
| 07375                                        |      | Alcobendas | Carretera M-616 - Colegio                                                  | M-616 km. 4,6                                | 827 827A 828                                            |                                       |
| Los servicios desde Alcobendas empiezan aquí |      |            |                                                                            |                                              |                                                         |                                       |
| 18175                                        |      | Alcobendas | Calle de la Felicidad - Colegio                                            | Calle de la Felicidad S/N.º                  | 828                                                     |                                       |
| 18061                                        |      | Alcobendas | Paseo de la Fuente Lucha - Calle de los Sueños                             | Paseo de la Fuente Lucha Nº7                 | 157C 828 N101 11                                        |                                       |
| 18176                                        |      | Alcobendas | Calle de la Fantasía - Avenida de la Magia                                 | Calle de la Fantasía Nº17                    | 828                                                     |                                       |
| 18068                                        |      | Alcobendas | Avenida de Pablo Iglesias - Calle del Doctor Ángel Olivares                | Avenida de Pablo Iglesias Nº6                | 157C 828                                                |                                       |
| 07373                                        |      | Alcobendas | Calle del Marqués de la Valdavia - Avenida de Camilo José Cela             | Calle del Marqués de la Valdavia Nº123       | 157C 827 827A 828 2 6 10                                |                                       |
| 12724                                        |      | Alcobendas | Calle del Marqués de la Valdavia - Estación Valdelasfuentes                | Calle del Marqués de la Valdavia Nº105       | 157C 827 827A 828 2 6 10                                | Valdelasfuentes                       |
| 06772                                        |      | Alcobendas | Calle del Marqués de la Valdavia - Avenida del Doctor Severo Ochoa         | Calle del Marqués de la Valdavia Nº91        | 153 827 828 2                                           |                                       |
| 07365                                        |      | Alcobendas | Calle del Marqués de la Valdavia - Calle de Jacinto Benavente              | Calle del Marqués de la Valdavia Nº83        | 153 827 828 2                                           |                                       |
| 06770                                        |      | Alcobendas | Avenida de España - Calle Constitución                                     | Avenida de España Nº14                       | 827 828 2                                               |                                       |
| 06763                                        |      | Alcobendas | Avenida de España - Ayuntamiento                                           | Avenida de España Nº34                       | 151 158 827 828 2 10                                    |                                       |
| 10614                                        |      | Alcobendas | Avenida de España - Estación de Alcobendas-San Sebastián de los Reyes      | Avenida de España Nº52                       | 10614 A 180 191 193 9 11 10614 B 151 158 827 828 N101 2 | Alcobendas-San Sebastián de los Reyes |
| 12924                                        |      | Alcobendas | Avenida de España - Calle de Ávila                                         | Avenida de España Nº56A                      | 828 N101 9 11                                           |                                       |
| 12925                                        |      | Alcobendas | Avenida de España - Centro de mayores                                      | Avenida de España Nº58                       | 180 827 828 2 4 7 9 11                                  |                                       |
| 07236                                        |      | Alcobendas | Avenida de España - Calle de Mariano Sebastián Izuel                       | Avenida de España Nº72                       | 151 153 158 180 827 828 N101 N102 2 5 10                |                                       |
| 06841                                        |      | Alcobendas | Avenida de Barajas - Urbanización Fuente Hito                              | Avenida de Barajas Nº4                       | 827 828                                                 |                                       |
| 18823                                        |      | Alcobendas | Avenida de Barajas - Hotel                                                 | Avenida de Barajas Nº4                       | 827 828                                                 |                                       |
| 07369                                        |      | Alcobendas | Carretera M-12 - La Moraleja                                               | Carretera de Barajas Nº4                     | 827 828                                                 |                                       |
| 16646                                        |      | Madrid     | Avenida de la Hispanidad - Aeropuerto T4                                   | Avenida de la Hispanidad Nº1                 | 827 828                                                 | Aeropuerto T4                         |
| 50041                                        |      | Madrid     | Calle de José Antonio Fernández Ordóñez - Calle de Gustavo Pérez Puig      | Calle de José Antonio Fernández Ordóñez Nº55 | 828                                                     |                                       |
| 5494                                         |      | Madrid     | Avenida de Manuel Fraga Iribarne - Calle de José Antonio Fernández Ordóñez | Avenida de Manuel Fraga Iribarne S/N.º       | BR1 828                                                 |                                       |
| 5496                                         |      | Madrid     | Avenida de Manuel Fraga Iribarne - Calle de Fernando Higueras              | Avenida de Manuel Fraga Iribarne Nº115       | BR1 828                                                 |                                       |
| 5973                                         |      | Madrid     | Glorieta de Antoñete - Avenida de Manuel Fraga Iribarne                    | Avenida de las Fuerzas Armadas Nº115         | BR1 828                                                 |                                       |
| 50046                                        |      | Madrid     | Avenida de las Fuerzas Armadas - Intercambiador de Valdebebas              | Avenida de las Fuerzas Armadas Nº400         | 828                                                     | Valdebebas                            |
| 3820                                         |      | Madrid     | Vía de Dublín - Glorieta de Sintra                                         | Calle Vía de Dublín Nº14                     | 112 828                                                 |                                       |
| 4917                                         |      | Madrid     | Avenida del Partenón - Glorieta de Hamburgo                                | Avenida del Partenón Nº11                    | 112 828                                                 |                                       |
| 5827                                         |      | Madrid     | Avenida del Partenón - Campo de las Naciones                               | Avenida del Partenón Nº11                    | 122 828                                                 | Feria de Madrid                       |
| 406                                          |      | Madrid     | Campo de las Naciones - Glorieta de Juan de Borbón                         | Avenida de la Capital de España Madrid Nº3   | 112 122 828                                             |                                       |
| 5023                                         |      | Madrid     | Avenida del Consejo de Europa - Calle de la Ribera del Loira               | Avenida del Consejo de Europa Nº3            | 104 112 122 828                                         |                                       |
| 11844                                        |      | Madrid     | Avenida de los Andes - Centro Comercial Campo de las Naciones              | Avenida de los Andes Nº52                    | 828                                                     |                                       |
| 07396                                        |      | Madrid     | Avenida de Logroño - Paseo de la Alameda de Osuna                          | Avenida de Logroño Nº29                      | 165 211 212 213 256 827 828 N204                        |                                       |
| 4593                                         |      | Madrid     | Canillejas - Área Intermodal                                               | Calle de Josefa Valcárcel Nº152              | 827 828                                                 | Canillejas                            |